# Discovery Turbo (Spojené království)
Discovery Turbo je britský televizní kanál který vysílá pořady o autech, kolech, člunech, lodích, či letadlech. Tento kanál začal vysílat 1. března 2007, náhradou za kanály Discovery Wings a Discovery Kids.

## Pořady
- American Chopper
- Monster Garage
- Auto Trader
- American Hot Rod
- Wheeler Dealers
- Firepower
- Future Weapons
- Overhaulin'
- Extreme Machines
- Flight Deck
- Trains With Pete Waterman
- Mark Williams On The Rails
- The Garage
- The Great Biker Build-Off
- Ultimate Cars
- Trainspotting
- Flying Heavy Metal
- Wrecks to Riches
- The Greatest Ever
- Ultimate Biker Challenge
- Martin Shaw: Aviators
- A Bike is Born
- Kit Car Crisis
- Beetle Crisis
- Weeeee Cars
- Campervan Crisis
- World's Biggest Airliner: Building The Airbus A380
- Custom My Ride